# 拉格蘭德 (奧勒岡州)
拉格蘭德位於美國奧勒岡州，是尤寧縣的縣治，人口13,026人。拉格蘭德座落在藍山山脈的東麓。

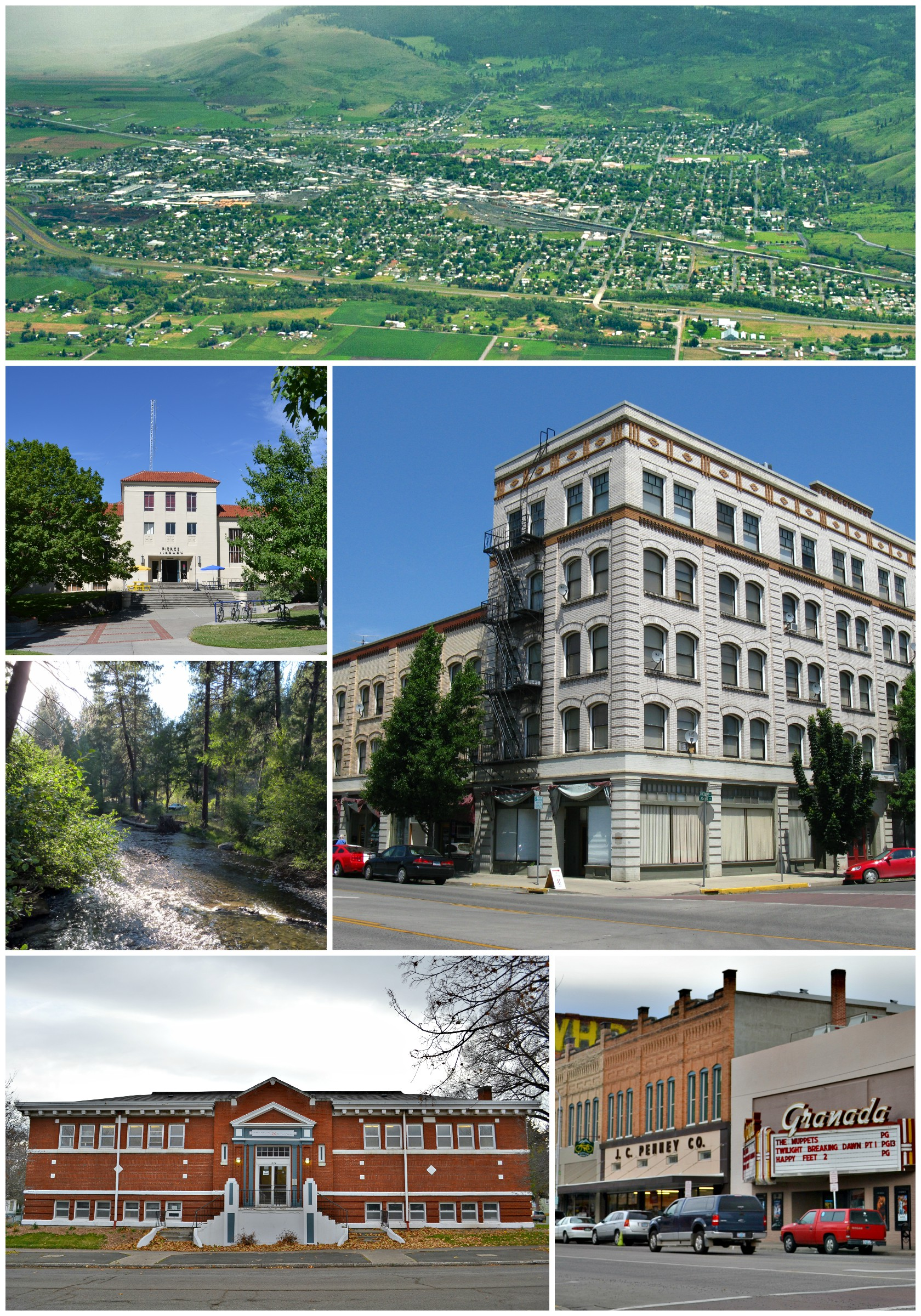
拉格蘭德